# Mlomp Djicomol
Mlomp Djicomol est un village du Sénégal situé en Basse-Casamance. Il fait partie de la communauté rurale de Mlomp, dans l'arrondissement de Loudia Ouoloff, le département de Oussouye et la région de Ziguinchor.
Lors du dernier recensement (2002), le village comptait 993 habitants et 138 ménages.